# Divi Kervella
Pour les articles homonymes, voir Kervella.
Divy Joseph ''Divi'' Kervella, né le 21 février 1957 à Clamart et mort le 28 décembre 2017 à Trégastel , est un traducteur et un spécialiste de la langue bretonne. Il est le fils de Frañsez Kervella et d’Ivetig an Dred-Kervella.

## Biographie
Il traduit de nombreux ouvrages pour enfants. Son dernier ouvrage est le Petit Nicolas en breton, d'après Sempé, "Nikolazig e brezhoneg".  
Il traduit également en breton des bandes dessinées :  quatre épisodes des aventures de Tintin, un d'Astérix et un du Chat. 
Il produit des ouvrages lexicographiques comme un Vocabulaire des argots bretons et une méthode d'apprentissage de la langue bretonne (Assimil nouvelle édition en 2005). 
Il collabore à l'Office de la langue bretonne, et publie régulièrement des articles sur les drapeaux en Bretagne dans la revue  "Al Lumanidig", c'est-à-dire "Le Vexilloïde", édité par l'association bretonne de vexillologie et d'héraldique "Bannieloù Breizh", dont il est président du conseil d'administration.
Selon l'anthropologue Patrick Prado, Divi Kervella fait partie des « meilleurs bretonologues ».

## Publications
- Le breton de poche, Langue de base Français - Langue enseignée Breton. Assimil. 2001
- Légendaire celtique. Coop Breizh. Avec Erwan Seure-Le Bihan, 2001
- Le breton, collection "sans peine", Éditions Assimil, 2005  (ISBN 2-7005-0328-7)
- Parle-moi breton, Éditions Assimil, 2011  (ISBN 978-2-7005-0428-6)
- Emblèmes et symboles des bretons et des celtes. Coop Breizh. 1998 et 3 autres éditions.
- Geriaoueg luc'hajoù ar brezhoneg, Vocabulaire argotique breton, An Alarc'h Embannadurioù, 2003
- Petit guide des noms de lieux bretons, Coop Breizh, 2007,  (ISBN 978-2-84346-302-0)
- Guide des drapeaux bretons et celtes, (avec Mikael Bodlore-Penlaez) Yoran Embanner[6], 2008,  (ISBN 978-2-916579-12-2).
- Atlas de Bretagne / Atlas Breizh, (avec Mikael Bodlore-Penlaez), Coop Breizh, 2011,  (ISBN 978-2-84346-495-9).
- Nikolazig e brezhoneg, d'après Sempé et Goscinny, Éditions Imav, 2013.